# Кабиров, Ришат Фуатович
Роман Фуатович Кабиров (13 марта 1952, Магнитогорск, РСФСР — 18 июля 2015, Магнитогорск, Российская Федерация) — советский и российский баскетбольный тренер и педагог, главный тренер клуба «Металлург-Университет» (с 1989 года), профессор, заслуженный работник физической культуры Российской Федерации, заслуженный тренер России.

## Биография
В 1979 окончил ЧГПИ. В 1972—1988 гг. — тренер ДЮСШ управления народного образования Магнитогорска; 28 его воспитанников стали чемпионами и призёрами чемпионатов России в составе молодёжных и юношеских команд.
С 1989 К. в Магнитогорском горно-металлургическом институте (МГМИ): старший тренер мужской команды по баскетболу, которая в 1990 г. стала чемпионом Челябинской области, в 1992 г. выступала в первой лиге чемпионата России, в 1996 г. под его руководством вошла в высшую лигу и в 1997 г. стала бронзовым призёром первенства страны, а в 1999 — чемпионом студенческой баскетбольной лиги. В 2008 г. его подопечные завоевали звание чемпионов Суперлиги «Б». Баскетболисты выиграли четыре Всероссийские Универсиады (1999, 2005, 2006, 2007).
С 1995 по 2014 гг. — заведующий кафедрой физического воспитания в МГМИ (МГТУ); профессор (1999).
Кандидат педагогических наук (1995), судья республиканской категории по баскетболу (1989), заслуженный работник физической культуры Российской Федерации (1996), заслуженный тренер России (1998).
Похоронен на Правобережном кладбище в городе Магнитогорск.